# Titkos Ervin
Titkos Ervin (Hatvan 1928. február 1. – 2015. szeptember 22. előtt) meteorológus.

## Életrajza
Titkos Ervin 1954-ben szerzett diplomát az ELTE Természettudományi Kar (ELTE TTK) meteorológus szakon, ezt követően pedig aspiráns képzésben vett részt. 1959-ben kandidátusi minősítést szerzett és az Országos Meteorológiai Intézet elméleti meteorológiai kutató csoportjának munkatársa lett, később a Numerikus Előrejelző Kutató Osztályt vezette.
1963. december 3-án Leningrádból az Esztonia nevű szovjet kutatóhajóval a Mirnij kutatóállomásra utazott, ahol mint meteorológus dolgozott a 9. szovjet Antarktisz Expedíció tagjaként, 1964. január 18-tól 1965. január 25-ig, ahol feladata volt az időjárási térképek készítése és az időjárás előrejelzése. Élményeiről később könyvet jelentetett meg.
Nyugállományba vonulásáig elméleti szinoptikus kutatással foglalkozott. Kutató munkája mellett a Siófoki Viharjelző Obszervatórium gyakorlati szinoptikus előrejelző munkájából is részt vállalt. Kutatási témái: a természetes és mesterséges akadályok körüli áramlás modellezése; a légköri turbulencia modellezése; a légszennyező anyagok terjedésének modellezése.
87 éves korában érte a halál.